# Mercury-Redstone 3
Mercury-Redstone 3 ili Freedom 7 bio je prvi američki svemirski let s ljudskom posadom, 5. svibnja 1961. kojeg je pilotirao astronaut Alan Shepard. Let je bio dio programa Mercury čiji je krajnji cilj bio postaviti astronauta u orbitu oko Zemlje i vratiti ga nazad sigurnog. Shepardova misija bila je 15-ominutni suborbitalni let čiji je glavni cilj bila demonstracija kako može podnijeti jake G-sile koje se javljaju za vrijeme lansiranja i ponovnog ulaska u atmosferu.
Shepard je nazvao svoju svemirsku kapsulu Freedom 7 i time postavio presedan za ostalih šest astronauta Mercuryja koji imenuju svoje kapsule. Broj 7 bio je uključen u svim nazivima svemirskih letjelica s ljudskom posadom programa Mercury u čast Mercury Sevenu (en. Mercuryjeva sedmorica), NASA-inoj prvoj grupi astronauta. Njegova letjelica dosegla je visinu od 187.5 km i domet od 487.3 km. Bio je to treći let Mercuryja koji je lansiran pomoću lansirnog vozila Mercury-Redstone, s Cape Canaverala, Floride, pored Atlantskog oceana.
Za vrijeme leta, Shepard je promatrao Zemlju, testirao sustav za kontrolu visine kapsule i okrenuo kapsulu okolo kako bi njen toplinski štitnik usmjerio prema naprijed za ponovni ulazak u atmosferu. Također je testirao i retrorakete koje bi letjelice u budućim misijama vratile iz orbite nazad na Zemlju, iako kapsula nije imala dovoljno energije da ostane u orbiti. Nakon ponovnog ulaska, kapsula je sletjela padobranom u Atlantski ocean pored Bahama. Sheparda i njegovu kapsulu pokupio je helikopter i odveo na nosač aviona.
Misija je bila tehnički uspjeh, iako je američki na postignuće razvodnila činjenica da je, prije samo 3 tjedna, Sovjetski Savez lansirao prvog čovjeka u svemir, Jurija Gagarina, koji je obletio Zemlju (jednu orbitu) u letjelici Vostok 1.
- Predsjednik Kennedy dok gleda let na televizoru s Prvom damom, potpredsjednikom Johnsonom i ostalima
- Alan Shepard u letjelici Freedom 7 prije lansiranja
- Fotografija uslikana 70mm kamerom postavljenoj na letjelici
- Helikopter HUS-1 s Lake Champlaina kupi Alana Sheparda i njegovu kapsulu Freedom 7
- Alan Shepard na palubi nosača aviona USS Lake Champlain (CVS-39) nakon leta
- Freedom 7 izložen na Mornaričkoj akademiji Sjedinjenih Država u Annapolisu, Marylandu
- Komemorativna oznaka

## Vanjske poveznice
- NASA NSSDC Master katalog
- NASA-ina 40. obljetnica Mercuryja 7 - Alan B. Shepard, mlađi
- NASA-in materijal za medije o Mercuryju MR3 - 26. travanj 1961.